# Fabio Cannavaro
Fabio Cannavaro   (Nàpols, 13 de setembre de 1973) és un exfutbolista internacional italià que jugava com a defensa central. Actualment fa d'entrenador de futbol.
Va ser capità de la selecció italiana, amb la qual guanyà la Copa del Món a Alemanya 2006.

## Biografia
Fabio Cannavaro va néixer a Nàpols el 13 de setembre de 1973. Va començar aviat a jugar a futbol i amb vuit anys, després de "destrossar" ses botes sobre el camp de terra del Fuorigrotta, va entrar a les categories inferiors del SSC Nàpols, on va poder jugar amb Maradona.
Cannavaro va debutar a la Serie A italiana amb el club de la seva ciutat de naixement, la SSC Napoli, l'any 1992. Als tres anys va fitxar pel Parma FC, on va jugar des del 1995 fins al 2002 formant una gran defensa junt a Lilian Thuram i el porter Gianluigi Buffon. Al Parma va guanyar una Copa de la UEFA, dues Copes d'Itàlia i una Supercopa.
Després d'una crisi a l'entitat parmesana, Cannavaro va fitxar per l'Inter de Milà, on va ser titular indiscutit, però a causa de la falta de títols va signar per la Juventus FC el 2004, on va aconseguir guanyar la lliga a la seva primera temporada, revalidant-lo la temporada 2005-06.
La Juventus FC va veure's implicada a un cas de corrupció i va perdre la seva categoria a la Sèrie A i els seus darrers títols aconseguits. Cannavaro va voler canviar d'aires i amb el seu company brasiler Emerson va signar pel Reial Madrid el 19 de juny del 2006.
Va debutar l'any 1997 amb la selecció de futbol d'Itàlia on ha jugat més de noranta partits fins ara, sent el jugador en actiu amb més participacions. Ha jugat els mundials de França 98, Corea i Japó 02 i Alemanya 06, i també les Eurocopes de Bèlgica i Holanda 2000 i Portugal 2004. A Alemanya 06, com a capità i titular de la selecció, va liderar l'equip aconseguint guanyar la competició.
Després de guanyar el mundial i fitxar pel Reial Madrid va guanyar la Pilota d'Or del 2006 atorgat per la revista francesa France Football al millor jugador de les lligues europees.
Cannavaro és el cinquè italià en guanyar-lo, després de Roberto Baggio (1993), Paolo Rossi (1982), Gianni Rivera (1969) i Omar Sivori (1961); i el tercer defensa que el guanya. Els alemanys Matthias Sammer (1996) i Franz Beckenbauer (1972 i 1976) van ser els altres dos. A més, ha guanyat el FIFA World Player, superant al francès Zinédine Zidane i al brasiler Ronaldinho.
En dos anys amb la samarreta del Reial Madrid va guanyar dos títols de lliga, el 2007 i el 2008.
El 19 de maig de 2009 el Juventus FC va anunciar el fitxatge del jugador, després que el Reial Madrid no li renovés el contracte.

## Partits amb la selecció nacional
Actualitzat a 22 de juny de 2009.
| Data       | Ciutat                         | Local               | Resultat | Visitant            | Competició                    |
| 22/01/1997 | Palerm                         | Itàlia              | 2 – 0    | Irlanda del Nord    | Amistós                       |
| 12/02/1997 | Londres                        | Anglaterra          | 0 – 1    | Itàlia              | Classificació Mundial 1998    |
| 29/03/1997 | Trieste                        | Itàlia              | 3 – 0    | Moldàvia            | Classificació Mundial 1998    |
| 02/04/1997 | Chorzów                        | Polònia             | 0 – 0    | Itàlia              | Classificació Mundial 1998    |
| 30/04/1997 | Nàpols                         | Itàlia              | 3 – 0    | Polònia             | Classificació Mundial 1998    |
| 04/06/1997 | Nantes                         | Itàlia              | 0 – 2    | Anglaterra          | Torneig de França             |
| 08/06/1997 | Lió                            | Itàlia              | 3 – 3    | Brasil              | Torneig de França             |
| 11/06/1997 | París                          | Itàlia              | 2 – 2    | França              | Torneig de França             |
| 10/09/1997 | Tbilissi                       | Geòrgia             | 0 – 0    | Itàlia              | Classificació Mundial 1998    |
| 11/10/1997 | Roma                           | Itàlia              | 0 – 0    | Anglaterra          | Classificació Mundial 1998    |
| 29/10/1997 | Moscou                         | Rússia              | 1 – 1    | Itàlia              | Classificació Mundial 1998    |
| 15/11/1997 | Nàpols                         | Itàlia              | 1 – 0    | Rússia              | Classificació Mundial 1998    |
| 22/04/1998 | Parma                          | Itàlia              | 3 – 1    | Paraguai            | Amistós                       |
| 02/06/1998 | Göteborg                       | Suècia              | 1 – 0    | Itàlia              | Amistós                       |
| 11/06/1998 | Bordeus                        | Itàlia              | 2 – 2    | Xile                | Mundial de França 98          |
| 17/06/1998 | Montpeller                     | Itàlia              | 3 – 0    | Camerun             | Mundial de França 98          |
| 23/06/1998 | Saint-Denis (Sena Saint-Denis) | Itàlia              | 2 – 1    | Àustria             | Mundial de França 98          |
| 27/06/1998 | Marsella                       | Itàlia              | 1 – 0    | Noruega             | Mundial de França 98          |
| 03/07/1998 | París                          | Itàlia              | 0 – 0    | França              | Mundial de França 98          |
| 05/09/1998 | Liverpool                      | Gal·les             | 0 – 2    | Itàlia              | Classificació Eurocopa 2000   |
| 10/10/1998 | Udine                          | Itàlia              | 2 – 0    | Suïssa              | Classificació Eurocopa 2000   |
| 18/11/1998 | Salern                         | Itàlia              | 2 – 2    | Espanya             | Amistós                       |
| 16/12/1998 | Roma                           | Itàlia              | 6 – 2    | World Stars         | Amistós                       |
| 10/02/1999 | Pisa                           | Itàlia              | 0 – 0    | Noruega             | Amistós                       |
| 27/03/1999 | Copenhaguen                    | Dinamarca           | 1 – 2    | Itàlia              | Classificació Eurocopa 2000   |
| 31/03/1999 | Ancona                         | Itàlia              | 1 – 1    | Belarús             | Classificació Eurocopa 2000   |
| 05/06/1999 | Bolònia                        | Itàlia              | 4 – 0    | Gal·les             | Classificació Eurocopa 2000   |
| 09/06/1999 | Lausana                        | Suïssa              | 0 – 0    | Itàlia              | Classificació Eurocopa 2000   |
| 08/09/1999 | Nàpols                         | Itàlia              | 2 – 3    | Dinamarca           | Classificació Eurocopa 2000   |
| 09/10/1999 | Minsk                          | Belarús             | 0 – 0    | Itàlia              | Classificació Eurocopa 2000   |
| 13/11/1999 | Lecce                          | Itàlia              | 1 – 3    | Bèlgica             | Amistós                       |
| 23/02/2000 | Palerm                         | Itàlia              | 1 – 0    | Suècia              | Amistós                       |
| 29/03/2000 | Barcelona                      | Espanya             | 2 – 0    | Itàlia              | Amistós                       |
| 26/04/2000 | Reggio Calabria                | Itàlia              | 2 – 0    | Portugal            | Amistós                       |
| 03/06/2000 | Oslo                           | Noruega             | 1 – 0    | Itàlia              | Amistós                       |
| 11/06/2000 | Arnhem                         | Turquia             | 1 – 2    | Itàlia              | Eurocopa 2000                 |
| 14/06/2000 | Brussel·les                    | Itàlia              | 2 – 0    | Bèlgica             | Eurocopa 2000                 |
| 19/06/2000 | Eindhoven                      | Itàlia              | 2 – 1    | Suècia              | Eurocopa 2000                 |
| 24/06/2000 | Brussel·les                    | Itàlia              | 0 – 0    | Romania             | Eurocopa 2000                 |
| 29/06/2000 | Amsterdam                      | Itàlia              | 0 – 0    | Països Baixos       | Eurocopa 2000                 |
| 02/07/2000 | Rotterdam                      | França              | 2 – 1    | Itàlia              | Eurocopa 2000                 |
| 03/09/2000 | Budapest                       | Hongria             | 2 – 2    | Itàlia              | Classificació Mundial 2002    |
| 07/10/2000 | Milà                           | Itàlia              | 3 – 0    | Romania             | Classificació Mundial 2002    |
| 11/10/2000 | Ancona                         | Itàlia              | 2 – 0    | Geòrgia             | Classificació Mundial 2002    |
| 15/11/2000 | Torí                           | Itàlia              | 1 – 0    | Anglaterra          | Amistós                       |
| 28/02/2001 | Roma                           | Itàlia              | 1 – 2    | Argentina           | Amistós                       |
| 24/03/2001 | Bucarest                       | Romania             | 0 – 2    | Itàlia              | Classificació Mundial 2002    |
| 28/03/2001 | Trieste                        | Itàlia              | 4 – 0    | Lituània            | Classificació Mundial 2002    |
| 25/04/2001 | Perusa                         | Itàlia              | 1 – 0    | Sud-àfrica          | Amistós                       |
| 02/06/2001 | Tbilissi                       | Geòrgia             | 1 – 2    | Itàlia              | Classificació Mundial 2002    |
| 01/09/2001 | Kaunas                         | Lituània            | 0 – 0    | Itàlia              | Classificació Mundial 2002    |
| 05/09/2001 | Piacenza                       | Itàlia              | 1 – 0    | Marroc              | Amistós                       |
| 06/10/2001 | Parma                          | Itàlia              | 1 – 0    | Hongria             | Classificació Mundial 2002    |
| 07/11/2001 | Saitama                        | Japó                | 1 – 1    | Itàlia              | Amistós                       |
| 13/02/2002 | Catània                        | Itàlia              | 1 – 0    | Estats Units        | Amistós                       |
| 27/03/2002 | Leeds                          | Anglaterra          | 1 – 2    | Itàlia              | Amistós                       |
| 17/04/2002 | Milà                           | Itàlia              | 1 – 1    | Uruguai             | Amistós                       |
| 18/05/2002 | Praga                          | República Txeca     | 1 – 0    | Itàlia              | Amistós                       |
| 03/06/2002 | Sapporo                        | Itàlia              | 2 – 0    | Equador             | Mundial de Corea i Japó 02    |
| 08/06/2002 | Ibaraki                        | Itàlia              | 1 – 2    | Croàcia             | Mundial de Corea i Japó 02    |
| 13/06/2002 | Oita                           | Itàlia              | 1 – 1    | Mèxic               | Mundial de Corea i Japó 02    |
| 21/08/2002 | Trieste                        | Itàlia              | 0 – 1    | Eslovènia           | Amistós                       |
| 07/09/2002 | Bakú                           | Azerbaidjan         | 0 – 2    | Itàlia              | Classificació Eurocopa 2004   |
| 12/10/2002 | Nàpols                         | Itàlia              | 1 – 1    | Sèrbia i Montenegro | Classificació Eurocopa 2004   |
| 16/10/2002 | Cardiff                        | Gal·les             | 2 – 1    | Itàlia              | Classificació Eurocopa 2004   |
| 20/11/2002 | Pescara                        | Itàlia              | 1 – 1    | Turquia             | Amistós                       |
| 12/02/2003 | Gènova                         | Itàlia              | 1 – 0    | Portugal            | Amistós                       |
| 29/03/2003 | Palerm                         | Itàlia              | 2 – 0    | Finlàndia           | Classificació Eurocopa 2004   |
| 03/06/2003 | Campobasso                     | Itàlia              | 2 – 0    | Irlanda del Nord    | Amistós                       |
| 11/06/2003 | Hèlsinki                       | Finlàndia           | 0 – 2    | Itàlia              | Classificació Eurocopa 2004   |
| 20/08/2003 | Stuttgart                      | Alemanya            | 0 – 1    | Itàlia              | Amistós                       |
| 06/09/2003 | Milà                           | Itàlia              | 4 – 0    | Gal·les             | Classificació Eurocopa 2004   |
| 10/09/2003 | Belgrad                        | Sèrbia i Montenegro | 1 – 1    | Itàlia              | Classificació Eurocopa 2004   |
| 11/10/2003 | Reggio Calabria                | Itàlia              | 4 – 0    | Azerbaidjan         | Classificació Eurocopa 2004   |
| 12/11/2003 | Varsòvia                       | Polònia             | 3 – 1    | Itàlia              | Amistós                       |
| 16/11/2003 | Ancona                         | Itàlia              | 1 – 0    | Romania             | Amistós                       |
| 28/04/2004 | Gènova                         | Itàlia              | 1 – 1    | Espanya             | Amistós                       |
| 30/05/2004 | Tunis                          | Tunísia             | 0 – 4    | Itàlia              | Amistós                       |
| 14/06/2004 | Guimaraes                      | Dinamarca           | 0 – 0    | Itàlia              | Eurocopa 2004                 |
| 18/06/2004 | Porto                          | Itàlia              | 1 – 1    | Suècia              | Eurocopa 2004                 |
| 09/10/2004 | Celje                          | Eslovènia           | 1 – 0    | Itàlia              | Classificació Mundial 2006    |
| 13/10/2004 | Parma                          | Itàlia              | 4 – 3    | Belarús             | Classificació Mundial 2006    |
| 09/02/2005 | Càller                         | Itàlia              | 2 – 0    | Rússia              | Amistós                       |
| 26/03/2005 | Milà                           | Itàlia              | 2 – 0    | Escòcia             | Classificació Mundial 2006    |
| 04/06/2005 | Oslo                           | Noruega             | 0 – 0    | Itàlia              | Classificació Mundial 2006    |
| 17/08/2005 | Dublín                         | República d'Irlanda | 1 – 2    | Itàlia              | Amistós                       |
| 03/09/2005 | Glasgow                        | Escòcia             | 1 – 1    | Itàlia              | Classificació Mundial 2006    |
| 07/09/2005 | Minsk                          | Belarús             | 1 – 4    | Itàlia              | Classificació Mundial 2006    |
| 08/10/2005 | Palerm                         | Itàlia              | 1 – 0    | Eslovènia           | Classificació Mundial 2006    |
| 12/11/2005 | Amsterdam                      | Països Baixos       | 1 – 3    | Itàlia              | Amistós                       |
| 01/03/2006 | Florència                      | Itàlia              | 4 – 1    | Alemanya            | Amistós                       |
| 31/05/2006 | Ginebra                        | Suïssa              | 1 – 1    | Itàlia              | Amistós                       |
| 02/06/2006 | Lausana                        | Itàlia              | 0 – 0    | Ucraïna             | Amistós                       |
| 12/06/2006 | Hannover                       | Itàlia              | 2 – 0    | Ghana               | Mundial 2006                  |
| 17/06/2006 | Kaiserslautern                 | Itàlia              | 1 – 1    | Estats Units        | Mundial 2006                  |
| 22/06/2006 | Hamburg                        | República Txeca     | 0 – 2    | Itàlia              | Mundial 2006                  |
| 26/06/2006 | Kaiserslautern                 | Itàlia              | 1 – 0    | Austràlia           | Mundial 2006                  |
| 30/06/2006 | Hamburg                        | Itàlia              | 3 – 0    | Ucraïna             | Mundial d'Alemanya 06         |
| 04/07/2006 | Dortmund                       | Alemanya            | 0 – 2    | Itàlia              | Mundial d'Alemanya 06         |
| 09/07/2006 | Berlín                         | Itàlia              | 1 – 1    | França              | Mundial d'Alemanya 06         |
| 02/09/2006 | Nàpols                         | Itàlia              | 1 – 1    | Lituània            | Classificació Eurocopa 08     |
| 06/09/2006 | París                          | França              | 3 – 1    | Itàlia              | Classificació Eurocopa 08     |
| 07/10/2006 | Roma                           | Itàlia              | 2 – 0    | Ucraïna             | Classificació Eurocopa 08     |
| 11/10/2006 | Tbilissi                       | Geòrgia             | 1 – 3    | Itàlia              | Classificació Eurocopa 08     |
| 15/11/2006 | Bèrgam                         | Itàlia              | 1 – 1    | Turquia             | Amistós                       |
| 28/03/2007 | Bari                           | Itàlia              | 2 - 0    | Escòcia             | Classificació Eurocopa 08     |
| 02/06/2007 | Tórshavn                       | Illes Fèroe         | 1-2      | Itàlia              | Classificació Eurocopa 08     |
| 06/06/2007 | Kaunas                         | Lituània            | 0-2      | Itàlia              | Classificació Eurocopa 08     |
| 22/08/2007 | Budapest                       | Hongria             | 3 - 1    | Itàlia              | Amistós                       |
| 08/09/2007 | Milà                           | Itàlia              | 0 - 0    | França              | Classificació Eurocopa 08     |
| 12/09/2007 | Kíev                           | Ucraïna             | 1 - 2    | Itàlia              | Classificació Eurocopa 08     |
| 17/11/2007 | Glasgow                        | Escòcia             | 1 - 2    | Itàlia              | Classificació Eurocopa 08     |
| 21/11/2007 | Mòdena                         | Itàlia              | 3-1      | Illes Fèroe         | Classificació Eurocopa 08     |
| 06/02/2008 | Zúric                          | Itàlia              | 3-1      | Portugal            | Amistós                       |
| 26/03/2008 | Elx                            | Espanya             | 1-0      | Itàlia              | Amistós                       |
| 30/05/2008 | Florència                      | Itàlia              | 3-1      | Bèlgica             | Amistós                       |
| 06/09/2008 | Larnaca                        | Xipre               | 1-2      | Itàlia              | Classificació Mundial de 2010 |
| 10/09/2008 | Udine                          | Itàlia              | 2-0      | Geòrgia             | Classificació Mundial de 2010 |
| 11/10/2008 | Sofia                          | Bulgària            | 0-0      | Itàlia              | Classificació Mundial de 2010 |
| 15/10/2008 | Lecce                          | Itàlia              | 2-1      | Montenegro          | Classificació Mundial 2010    |
| 19/11/2008 | Atenes                         | Grècia              | 1-1      | Itàlia              | Amistós                       |
| 20/02/2009 | Londres                        | Brasil              | 2-0      | Itàlia              | Amistós                       |
| 28/03/2009 | Podgorica                      | Montenegro          | 0-2      | Itàlia              | Classificació Mundial 2010    |
| 01/04/2009 | Bari                           | Itàlia              | 1-1      | República d'Irlanda | Classificació Mundial 2010    |
| 18/06/2009 | Johannesburg                   | Egipte              | 1-0      | Itàlia              | Copa Confederacions 2009      |
| 21/06/2009 | Pretòria                       | Itàlia              | 0-3      | Brasil              | Copa Confederacions 2009      |
|            |                                |                     |          | Total               | 126                           |